# Gattya humilis
Gattya humilis is een hydroïdpoliep uit de familie Halopterididae. De poliep komt uit het geslacht Gattya. Gattya humilis werd in 1885 voor het eerst wetenschappelijk beschreven door Allman. 